# Бразуново
Бразуново — деревня в Московской области России. Входит в Павлово-Посадский городской округ. Население — 29 чел. (2010).

## Расположение
Деревня Бразуново расположена примерно в 11 км к югу от центра города Павловский Посад. Ближайшие населённые пункты — деревни Аверкиево, Семеново, Часовня и Алфёрово. Западнее деревни протекает речка Семеновка.

## История
Деревня ранее входила в состав волости Загарье и носила название Барзуново. По данным 1795 года, в деревне насчитывалась 18 дворов, где проживало 47 мужчин и 45 женщин.
В 1852 году деревня принадлежала статскому советнику Ф. В. Самарину. В то время в деревне было 26 дворов и проживало 177 человек (75 мужчин и 102 женщины). По данным 1869 года в деревне было 37 дворов, 43 дома и 184 жителя.
Жители деревни занимались в основном пошивом картузов и кручением шёлка. Многие жители также занимались мелкой торговлей. В конце XIX века в Барзунове появились медные заведения.
По данным переписи 1926 года в деревне Бразуново было 52 крестьянских хозяйства и 277 жителей.
До 2006 года в деревне располагалась администрация Аверкиевского сельского округа.
В 2000-х гг. в деревне была сооружена часовня.
С 2004 до 2017 гг. деревня входила в Аверкиевское сельское поселение Павлово-Посадского муниципального района.

## Население
| 1926 | 2002 | 2006 | 2010 |
| ---- | ---- | ---- | ---- |
| 277  | ↘24  | ↗31  | ↘29  |

Согласно Всероссийской переписи, в 2002 году в деревне проживало 24 человека (10 мужчин и 14 женщин). По данным на 2005 год в деревне проживал 31 человек.